# Parafia Podwyższenia Krzyża Pańskiego w Werstoku
Parafia Podwyższenia Krzyża Pańskiego – parafia prawosławna w Werstoku, w dekanacie Kleszczele diecezji warszawsko-bielskiej.
Na terenie parafii funkcjonują 2 cerkwie i 1 kaplica:
- cerkiew Podwyższenia Krzyża Pańskiego w Werstoku – parafialna
- cerkiew Narodzenia Najświętszej Maryi Panny w Opace Dużej – filialna
- kaplica św. Męczennika Jerzego Stepaniuka w Policznej – filialna

## Historia

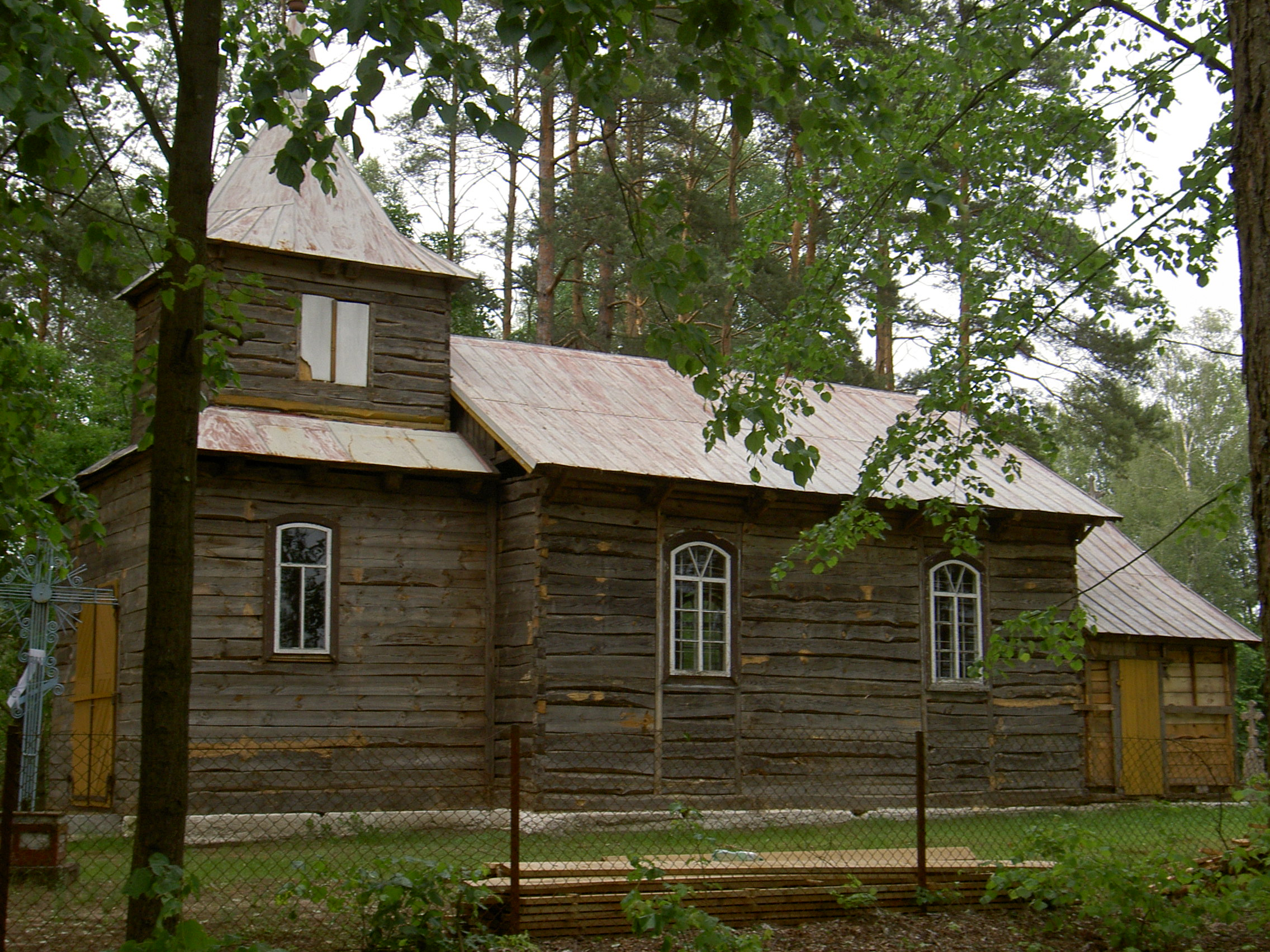
Cerkiew filialna Narodzenia Przenajświętszej Bogurodzicy w Opace Dużej

Parafia została erygowana prawdopodobnie w XVII wieku (według miejscowych przekazów pod wezwaniem Zaśnięcia Bogurodzicy), jakkolwiek najstarsza pisemna wzmianka o jej istnieniu (w przeszłości) pochodzi z 1766: „...w którym to Wersztoku, ich świadczą nasze dowody, była cerkiew ritus parochialna, ale z niedostateczną dla syntentacyi kapłanów sufficiencyą y exdotacyą, przeto w czasie upadła.”. Z dokumentów z wizyty generalnej w parafii w Dubiczach Cerkiewnych w 1726 wynika, że do tej parafii należała również wieś Werstok.
Fundatorem obecnie istniejącej cerkwi Podwyższenia Krzyża Pańskiego był właściciel dóbr werstockich, późniejszy kasztelan podlaski Józef Ludwik Wilczewski. Świątynia została zbudowana w 1769, jako cerkiew filialna parafii w Dubiczach. W ostatnich latach XVIII w. była już świątynią parafialną, o czym świadczą księgi metrykalne z lat 1798–1801. W 1869 i na początku XX w. cerkiew była rozbudowywana.
W 1900 parafia w Werstoku należała do dekanatu Wysokie Litewskie w nowo powstałej eparchii grodzieńskiej. W skład parafii wchodziły wsie Werstok, Długi Bród, Gurzynów Bród, Kruhłe, Kuraszewo, Łozice, Pasieczniki Małe, Piaski, Policzno, Starzyna, Wiluki, Wojnówka, Wołkostawiec oraz osada Grabowiec, osada leśna Zabagonie i leśniczówka Jakubowo. W 1905 parafia liczyła 1761 wiernych. Na jej terenie działało w tym czasie 5 szkół gramoty i jedna szkoła ludowa. Działalność parafii została przerwana w 1915 – w wyniku działań wojennych większość miejscowej ludności udała się w głąb Rosji.
Po odzyskaniu przez Polskę niepodległości i powrocie ludności prawosławnej z bieżeństwa, nowe władze nie zgodziły się na reaktywację parafii. Przez cały okres międzywojenny wierni z Werstoka byli dołączeni do parafii w Omelańcu (obecnie ta miejscowość znajduje się na Białorusi).
Parafia w Werstoku usamodzielniła się w 1940. W 1954 liczyła 1258 wiernych. Po 1950 na należącym do parafii cmentarzu w Opace Dużej wzniesiono drewnianą cerkiew Narodzenia Bogurodzicy (poświęconą 21 września 1966). W latach 80. XX w. zbudowano murowany, piętrowy dom parafialny. W tym samym okresie odrestaurowano XVIII-wieczne ikony znajdujące się w cerkwi parafialnej. Sama świątynia została gruntownie wyremontowana w latach 2013–2014; w tym czasie przeprowadzono też remont domu parafialnego, budynków gospodarczych oraz cerkwi filialnej.
W 2019 r. poświęcono odrestaurowany dawny dom parafialny (drewniany budynek z ok. 1900 r.).
W lipcu 2020 r. w należącej do parafii wsi Policzna rozpoczęto budowę kaplicy pod wezwaniem pochodzącego z tej miejscowości św. kapłana-nowomęczennika Jerzego Stepaniuka. Gotowy obiekt został poświęcony 10 września tegoż roku przez metropolitę warszawskiego i całej Polski Sawę, w asyście biskupów pomocniczych diecezji warszawsko-bielskiej.
Obecnie w skład parafii wchodzą wsie: Werstok, Biała Straż, Długi Bród, Górny Gród, Kuraszewo, Opaka Duża, Pasieczniki Małe, Piaski, Policzna, Starzyna, Wiluki, Wojnówka, Zabagonie oraz osady: Bobinka, Topiło, Klakowo i Kruhłe. W 2013 do parafii należało około 380 osób. Parafia posiada ponad 30 ha gruntów oraz 2 cmentarze: w Werstoku i Opace Dużej.

## Wykaz proboszczów

### W okresie carskim
- 1839–1842 – ks. Antoni Pańkowski
- 1843–1852 – ks. Ludwik Szwedowski
- 1864–1873 – ks. Józef Żukowski
- 1873–1875 – ks. Dawid Kaczanowski
- 1875 – ks. Bazyli Sitkiewicz
- 1875–1889 – ks. Antoni Biegałowski
- 1890–1894 – ks. Teodor Dietiejewski
- 1894 – ks. Teodor Chrucki
- 1894–1896 – ks. Włodzimierz Doroszewski
- 1904 – ks. Adam Andruszkiewicz
- 1905–1907 – ks. Jakub Miedwiedkow
- 1911–1912 – ks. Eugeniusz Marusow
- 1913 – ks. Paweł Kuszniew
- 1913 – ks. Antoni Jaroszewicz

### Administratorzy
- 1928–1930 – ks. Aleksander Lulkowski
- 1930–1931 – o. Ezechiel (Borycz)
- 1931–1932 – ks. Aleksander Diukow
- 1933 – ks. Łukasz Kuryłowicz
- 1933–1938 – ks. Michał Bożeranow
- 1938–1939 – ks. Tymoteusz Mackiewicz
- 1939–1941 – ks. Eufemiusz Maksimczuk (od 1940 proboszcz)

### Po restytucji parafii
- 1943–1946 – ks. Jan Łapko
- 1946–1950 – ks. Jan Bliźniak
- 1950–1978 – ks. Grzegorz Paszczewski
- 1979–1981 – ks. Antoni Czapko
- 1981–1982 – ks. Eugeniusz Chodakowski
- 1982–1983 – ks. Piotr Oliferuk
- 1983–1985 – ks. Stefan Jakimiuk
- 12.07.1985 – 9.08.1988 – ks. Jerzy Kos
- 1994 – 1.08.1996 – ks. Jan Gacuta
- 1.08.1996 – 1.02.2012 – ks. Józef Wojciuk
- od 1.02.2012 – ks. Paweł Kuczyński